# فينيلا ولغار
فينيلا ولغار (بالإنجليزية: Fenella Woolgar)‏؛ ممثلة بريطانية، ولدت في 4 أغسطس 1969 بلندن في المملكة المتحدة.

## أعمال

### أفلام
- (2014) السيد تيرنر[5][6]

## وصلات خارجية
- فينيلا ولغار على موقع IMDb (الإنجليزية)
- فينيلا ولغار على موقع روتن توميتوز (الإنجليزية)
- فينيلا ولغار على موقع قاعدة بيانات الأفلام العربية
- فينيلا ولغار على موقع قاعدة بيانات الأفلام العربية
- فينيلا ولغار على موقع ألو سيني (الفرنسية)
- فينيلا ولغار على موقع أول موفي (الإنجليزية)
- فينيلا ولغار على موقع قاعدة بيانات الأفلام السويدية (السويدية)
- فينيلا ولغار على موقع قاعدة بيانات الفيلم (الإنجليزية)
- فينيلا ولغار على موقع كينوبويسك (الروسية)